# Erica Mann (femme d'affaires)
Erica Mann, née le 11 octobre 1958, à Vereeniging en Afrique du Sud, est une dirigeante d'entreprises. Elle est directrice de la division de santé grand public chez Bayer. En 2016, Erica Mann est incluse dans la liste des 50 femmes les plus puissantes du magazine Fortune.

## Biographie

### Formation
Erica Mann est titulaire d’une licence en chimie analytique et d'un diplôme de gestion marketing de l'Institut de gestion du marketing à Johannesburg, Afrique du Sud. 

### La première femme au conseil d'administration de Bayer

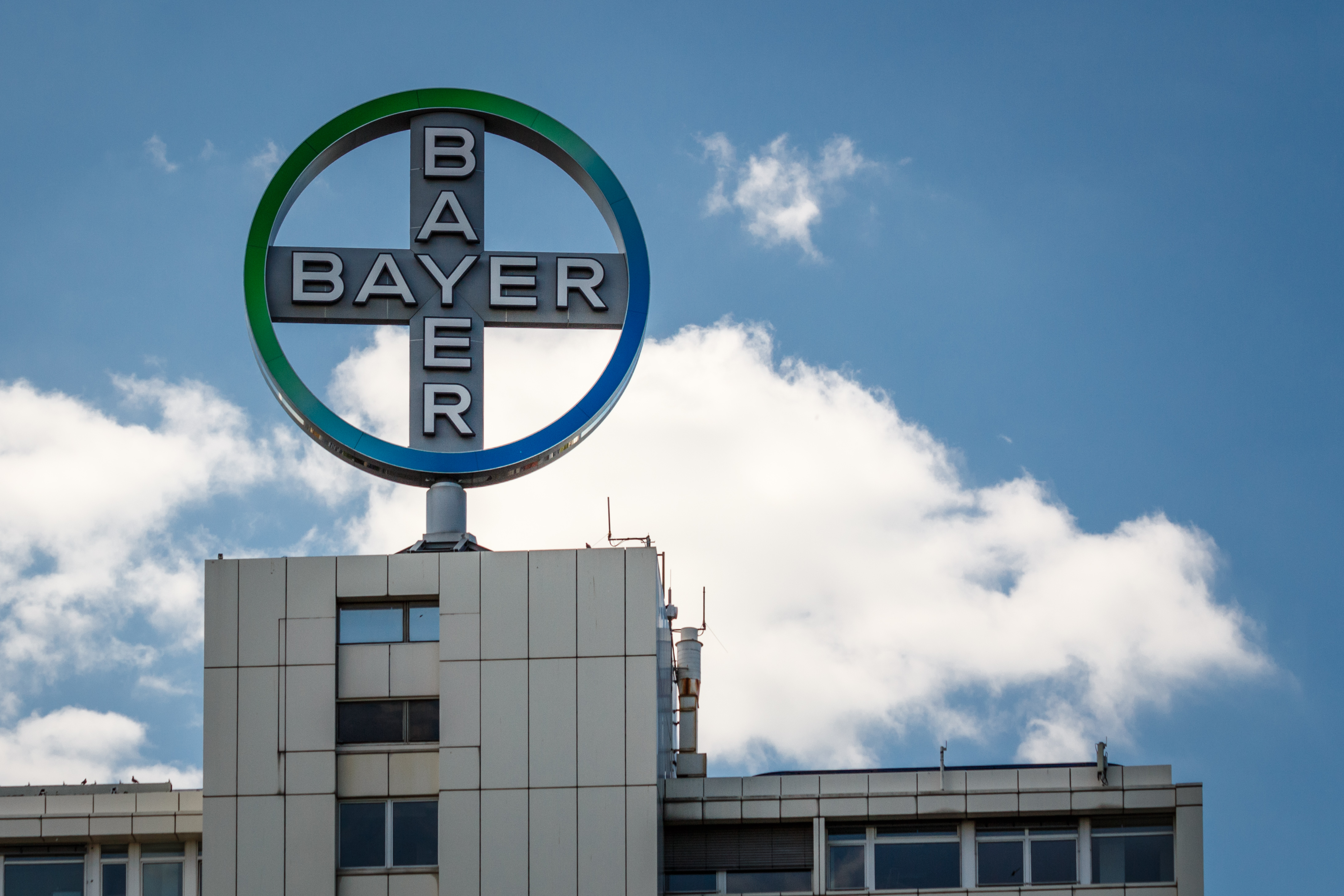
Usine Bayer à Berlin.

Elle commence sa carrière en 1982 comme représentante médicale chez Eli Lilly & Company en Afrique du Sud. Puis elle travaille au département marketing de Johnson & Johnson et des laboratoires pharmaceutiques Lederle. En 1992, elle est nommée à la tête de Lederle en Afrique du Sud avant de rejoindre Wyeth en tant que directrice générale pour l'Afrique du Sud et l'Afrique sub-équatoriale en 1994. 
En 2003, elle est nommée directrice générale de Wyeth en Australie et en Nouvelle-Zélande. Lorsque Pfizer rachète Wyeth en 2009, Erica Mann devient vice-présidente de l'unité nutrition. 
En 2011, Bayer annonce la nomination d'Erica Mann en tant que nouvelle présidente de la division Consumer Care, une entreprise internationale basée à Morristown, aux États-Unis, qui travaille dans plus de 140 pays avec un chiffre d'affaires net de 3 080 millions d'euros en 2009.  
En 2016, Erica Mann devient  la première femme à occuper un siège au conseil d'administration de Bayer, le laboratoire pharmaceutique allemand.
Erica Mann est mère célibataire de deux enfants qu’elle a élevés seule.